# Lycoperdaceae
El taxón Lycoperdaceae fue una familia de hongos basidiomicetos, hoy en desuso e incluida en la familia Agaricaceae. Dentro de esta familia se clasificaban unas 150 especies. Históricamente estaba colocada dentro de su propio orden, Lycoperdales. Los miembros de esta familia son conocidos como bejines o cuescos de lobo. Se caracterizan porque, mientras que otros hongos producen sus esporas en laminillas o en poros, los bejines las almacenan en un receptáculo en el interior del cuerpo fructífero. Cuando el bejín alcanza la madurez, la piel se rompe, permitiendo la liberación de billones de esporas.

## Comestibilidad
Dentro de las distintas especies de cada género, se encuentran algunos hongos que son comestibles.

## Géneros
- Abstoma
- Acutocapillitium
- Arachnion
- Arachniopsis
- Bovista
- Bovistella
- Calbovista
- Calvatia
- Calvatiopsis
- Disciseda
- Gastropila
- Glyptoderma
- Japonogaster
- Langermannia
- Lycogalopsis
- Lycoperdon
- Lycoperdopsis
- Morganella
- Vascellum